# Kulltorps socken
Kulltorps socken i Småland ingick i Västbo härad i Finnveden, ingår sedan 1971 i Gnosjö kommun och Värnamo kommun i Jönköpings län och motsvarar från 2016 Kulltorps distrikt.
Socknens areal är 94,13 kvadratkilometer, varav land 90,11. År 2000 fanns här 1 659 invånare (varav 1 262 i Gnosjö kommun). Tätorterna Törestorp och Lanna samt tätorten Kulltorp med sockenkyrkan Kulltorps kyrka ligger i socknen. 

## Administrativ historik
Kulltorps socken har medeltida ursprung.
Vid kommunreformen 1862 övergick socknens ansvar för de kyrkliga frågorna till Kulltorps församling och för de borgerliga frågorna till Kulltorps landskommun.  Landskommunen delades 1952 och delarna överfördes till Gnosjö landskommun och Bredaryds landskommun som sedan 1971 ombildades/uppgick i Gnosjö respektive Värnamo kommun.
1 januari 2016 inrättades distriktet Kulltorp med samma omfattning som församlingen hade 1999/2000.  
Socknen har tillhört samma fögderier och domsagor som Västbo härad. De indelta soldaterna tillhörde Jönköpings regemente, Norra Västbo kompani, och Smålands grenadjärkår, Jönköpings kompani.

## Geografi och natur
Kulltorps socken ligger på sydsvenska höglandet med Storån i söder. Socknen består av kuperad skogsbygd med större mossar i öster, där också Store Mosse nationalpark finns. De största insjöarna är Hären och Hästhultasjön som båda delas med Gnosjö socken.
Store Mosse nationalpark delas med Kärda och Värnamo socknar i Värnamo kommun samt Åkers socken i Vaggeryds kommun.
En sätesgård var Aggarps säteri.
I Lanna fanns förr ett gästgiveri.

## Fornlämningar
Fem stenåldersboplatser och några järnåldersgravfält finns här. Offerkälla (jättegryta) finns vid Kalset på Källåsen.

## Befolkningsutveckling
Befolkningen ökade från 800 1810 med en svacka under början av 1900-talet till 1 716 1990. Lägst under 1900-talet var folkmängden 1930 då den uppgick till 1 268 invånare.

## Namnet
Namnet (1346 Kuflwtorph), taget från kyrkbyn, har ett förled som antagit vara ordet kuvul, kåpa, som då avser en höjd och efterledet torp, nybygge.